# Byggmästarbostället

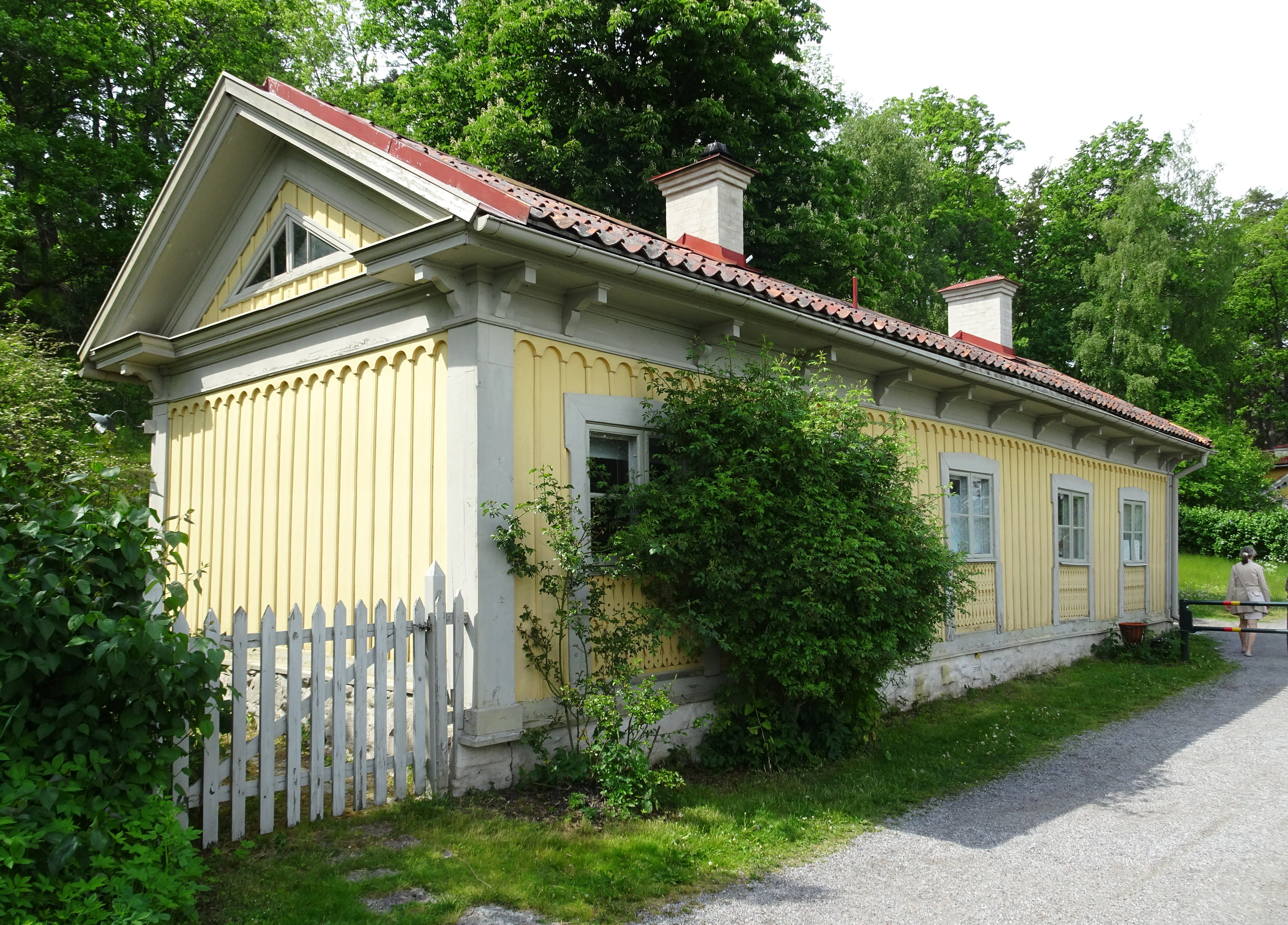
Byggmästarbostället, juni 2020.

Byggmästarbostället kallas en kulturhistoriskt värdefull byggnad vid Ulriksdals Strandväg 3 på Ulriksdals slottsområde i Solna kommun. Huset ligger på slottsfastigheten Ulriksdal 2:3 som är ett statligt byggnadsminne sedan år 1935.

## Bakgrund

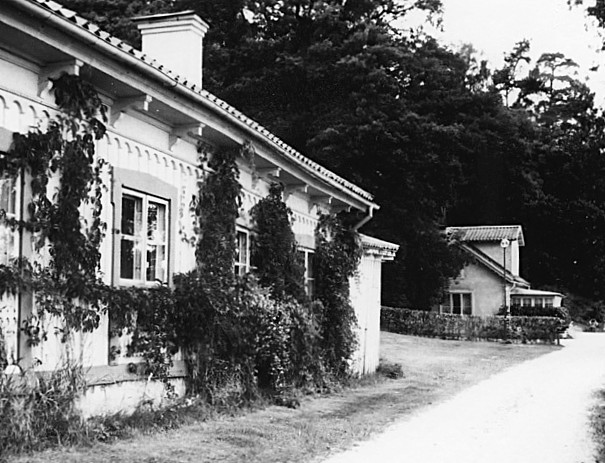
Byggmästarbostället med Ulriksdals maskinhus i bakgrunden, 1968.

Byggmästarbostället är det mellersta av de tre strandhusen som ligger intill Edsviken, norr om slottet. Ursprungligen fanns här Ulriksdals gamla slottskök tillsammans med flera personalbostäder och förrådsbodar, bland dem Åldfruhuset, Vaktmästarbostaden, Snickarbostället och Trädgårdsdirektörsbostaden samt Byggmästarbostället. 
De flesta revs på 1860-talet när kung Karl XV lät modernisera Slottet och dess byggnader. Även köksbyggnaden revs och ersattes av Ekonomihuset (med Slottscaféet). Idag finns bara två byggnader kvar: Byggmästarbostället och Strandstugan (tidigare Vaktmästarbostaden). Det tredje strandhuset är Ulriksdals maskinhus, byggt 1860.

## Byggmästarbostället
Ursprunget till Byggmästarbostället är möjligtvis en bod från omkring år 1700. Under en tid bodde här slottets vedbokhållare. Den ”Kongl. Wedgården” med egen brygga låg strax intill. Sitt nuvarande utseende med panelade fasader i neoklassicistisk stil fick huset på 1860-talet. Byggnaden renoverades 1996 efter ritningar av arkitekt Peter von Knorring och uthyrs av Statens fastighetsverk som privatvilla.